# Za fasadą
Za fasadą (tytuł oryginalny: Pas fasadës) – albański film fabularny z roku 1992 w reżyserii Drity Koçi-Thana.

## Opis fabuły
W okresie izolacji, typowej dla okresu rządów Envera Hodży, marzeniem Albańczyków jest ucieczka i praca poza granicami swojego kraju. Ucieczka dominuje też w ich snach.
Film realizowano w Tiranie.

## Obsada
- Ermira Gjata jako Jeta
- Ndriçim Xhepa jako Gjergji
- Vasjan Lami jako Klementi
- Monika Lubonja jako Ina
- Lec Vuksani jako ojciec Iny
- Jonida Veli jako Teuta
- Artur Gorishti jako Fredi
- Vangjel Toçe jako Thimi
- Bato Bega
- Agron Gjoshi
- Luan Qerimi
- Alba Zhano